# FIFA 100
FIFA 100 je popis koji je sastavio brazilski nogometaš Pelé, odabirući pritom "najveće živuće nogometaše". Popis je predstavljen 4. ožujka 2004. godine u Londonu, na gala večeri, a bio je dio stote obljetnice od osnivanja FIFA-e, krovne nogometne organizacije.
Brojka 100 u nazivu odnosi se na stogodišnjicu, a ne na broj igrača, kojih je zapravo 125; Pelé je trebao izabrati 50 aktivnih i 50 umirovljenih igrača kako bi ih ukupno bilo 100, no izjavio je kako mu je preteško odabrati samo 50 umirovljenih nogometaša, zbog čega je granica i pomaknuta. Popis sadrži 123 nogometaša i 2 nogometašice. U vrijeme kada je popis sastavljan, 50 igrača bilo je aktivno, a 75 umirovljeno. 

## Kritike
Neki nogometni analitičari su stavili metodologiju izbora pod upitnik. David Mellor, bivši političar, piše u svojoj kolumni u Evening Standardu, kako je imao osjećaj da je izbor politički, a ne nogometno orijentiran. Također je rekao kako popis više sliči na neki koji bi sastavio Sepp Blatter, a ne Pelé. Kao dokaz, Mellor je naglasio velik broj zemalja zastupljenih na popisu: on je tvrdio kako bi pravedniji izbor bio više orijentiran na Južnu Ameriku i Europu (popis, na primjer, sadrži 7 igrača iz Azije i Afrike). Ove tvrdnje podupro je i BBC-jev kolumnist Tim Vickery.
Jedan od Peléovih starih suigrača, bivši brazilski veznjak Gérson, reagirao je na izostavljanje njegova imena s popisa tako što je kopiju istog poderao na brazilskoj televiziji. Marco van Basten i Uwe Seeler su odbili sudjelovati na projektu iz principa.

## Popis
Pelé je ovih 125 igrača uvrstio na popis FIFA 100.
- Igrači koji su u vrijeme odabira bili aktivni označeni su sa (*).
- Igrači koji su još uvijek aktivni napisani su kurzivom.

| Igrač                 | Pozicija | Datum rođenja       |
| --------------------- | -------- | ------------------- |
| Gabriel Batistuta*    | NAP      | 1. veljače 1969.    |
| Hernán Crespo*        | NAP      | 5. srpnja 1975.     |
| Alfredo di Stéfano    | NAP      | 4. srpnja 1926.     |
| Mario Kempes          | NAP      | 15. srpnja 1954.    |
| Diego Maradona        | NAP      | 30. listopada 1960. |
| Daniel Passarella     | OBR      | 25. svibnja 1953.   |
| Javier Saviola*       | NAP      | 11. prosinca 1981.  |
| Omar Sivori           | NAP      | 2. listopada 1935.  |
| Juan Sebastián Verón* | VEZ      | 9. ožujka 1975.     |
| Javier Zanetti*       | OBR/VEZ  | 10. kolovoza 1973.  |

| Igrač               | Pozicija | Datum rođenja     |
| ------------------- | -------- | ----------------- |
| Jan Ceulemans       | VEZ      | 20. veljače 1957. |
| Jean-Marie Pfaff    | VRA      | 4. prosinca 1953. |
| Franky Van der Elst | VEZ      | 30. travnja 1961. |

| Igrač           | Pozicija | Datum rođenja       |
| --------------- | -------- | ------------------- |
| Carlos Alberto  | OBR      | 17. srpnja 1944.    |
| Cafu*           | OBR      | 7. lipnja 1970.     |
| Falcão          | VEZ      | 16. listopada 1953. |
| Pelé            | NAP      | 23. listopada 1940. |
| Júnior          | VEZ      | 29. lipnja 1954.    |
| Rivaldo*        | VEZ      | 19. travnja 1972.   |
| Rivelino        | VEZ      | 1. siječnja 1946.   |
| Roberto Carlos* | OBR      | 10. travnja 1973.   |
| Romário*        | NAP      | 29. siječnja 1966.  |
| Ronaldinho*     | VEZ/NAP  | 21. ožujka 1980.    |
| Ronaldo*        | NAP      | 18. rujna 1976.     |
| Djalma Santos   | OBR      | 27. veljače 1929.   |
| Nílton Santos   | OBR      | 16. svibnja 1927.   |
| Sócrates        | VEZ      | 19. veljače 1954.   |
| Zico            | VEZ/NAP  | 3. ožujka 1953.     |

| Igrač           | Pozicija | Datum rođenja    |
| --------------- | -------- | ---------------- |
| Hristo Stoičkov | NAP      | 8. veljače 1966. |

| Igrač       | Pozicija | Datum rođenja     |
| ----------- | -------- | ----------------- |
| Roger Milla | NAP      | 20. svibnja 1952. |

| Igrač          | Pozicija | Datum rođenja       |
| -------------- | -------- | ------------------- |
| Elías Figueroa | OBR      | 25. listopada 1946. |
| Iván Zamorano  | NAP      | 18. siječnja 1967.  |

| Igrač             | Pozicija | Datum rođenja  |
| ----------------- | -------- | -------------- |
| Carlos Valderrama | VEZ      | 2. rujna 1961. |

| Igrač        | Pozicija | Datum rođenja     |
| Luka Modrić* | VEZ      | 9. rujna 1985     |
| ------------ | -------- | ----------------- |
| Davor Šuker  | NAP      | 1. siječnja 1968. |

| Igrač          | Pozicija | Datum rođenja      |
| -------------- | -------- | ------------------ |
| Josef Masopust | VEZ      | 9. veljače 1931.   |
| Pavel Nedvěd*  | VEZ      | 30. kolovoza 1972. |

| Igrač            | Pozicija | Datum rođenja      |
| ---------------- | -------- | ------------------ |
| Brian Laudrup    | NAP      | 22. veljače 1969.  |
| Michael Laudrup  | VEZ      | 15. lipnja 1964.   |
| Peter Schmeichel | VRA      | 18. studenog 1963. |

| Igrač          | Pozicija | Datum rođenja       |
| -------------- | -------- | ------------------- |
| Gordon Banks   | VRA      | 30. prosinca 1937.  |
| David Beckham* | VEZ      | 2. svibnja 1975.    |
| Bobby Charlton | VEZ      | 11. listopada 1937. |
| Kevin Keegan   | NAP      | 14. veljače 1951.   |
| Gary Lineker   | NAP      | 30. studenog 1960.  |
| Michael Owen*  | NAP      | 14. prosinca 1979.  |
| Alan Shearer*  | NAP      | 13. kolovoza 1970.  |

| Igrač             | Pozicija | Datum rođenja       |
| ----------------- | -------- | ------------------- |
| Éric Cantona      | NAP      | 24. svibnja 1966.   |
| Marcel Desailly*  | OBR      | 7. rujna 1968.      |
| Didier Deschamps  | VEZ      | 15. listopada 1968. |
| Just Fontaine     | NAP      | 18. kolovoza 1933.  |
| Thierry Henry*    | NAP      | 17. kolovoza 1977.  |
| Raymond Kopa      | VEZ      | 31. listopada 1931. |
| Jean-Pierre Papin | NAP      | 5. studenog 1963.   |
| Robert Pirès*     | VEZ      | 29. listopada 1973. |
| Michel Platini    | VEZ      | 21. lipnja 1955.    |
| Lilian Thuram*    | OBR      | 1. siječnja 1972.   |
| Marius Trésor     | OBR      | 15. siječnja 1950.  |
| David Trezeguet*  | NAP      | 15. listopada 1977. |
| Patrick Vieira*   | VEZ      | 23. lipnja 1976.    |
| Zinedine Zidane*  | VEZ      | 23. lipnja 1972.    |

| Igrač                 | Pozicija | Datum rođenja     |
| --------------------- | -------- | ----------------- |
| Michael Ballack*      | VEZ      | 26. rujna 1976.   |
| Franz Beckenbauer     | SW       | 11. rujna 1945.   |
| Paul Breitner         | VEZ      | 5. rujna 1951.    |
| Oliver Kahn*          | VRA      | 15. lipnja 1969.  |
| Jürgen Klinsmann      | NAP      | 30. srpnja 1964.  |
| Sepp Maier            | VRA      | 28. veljače 1944. |
| Lothar Matthäus       | VEZ      | 21. ožujka 1961.  |
| Gerd Müller           | NAP      | 3. studenog 1945. |
| Karl-Heinz Rummenigge | NAP      | 25. rujna 1955.   |
| Uwe Seeler            | NAP      | 5. studenog 1936. |

| Igrač      | Pozicija | Datum rođenja     |
| ---------- | -------- | ----------------- |
| Abédi Pelé | NAP      | 5. studenog 1964. |

| Igrač         | Pozicija | Datum rođenja    |
| ------------- | -------- | ---------------- |
| Ferenc Puskás | NAP      | 2. travnja 1927. |

| Igrač      | Pozicija | Datum rođenja      |
| ---------- | -------- | ------------------ |
| Roy Keane* | VEZ      | 10. kolovoza 1971. |

| Igrač                 | Pozicija | Datum rođenja      |
| --------------------- | -------- | ------------------ |
| Roberto Baggio*       | NAP      | 18. veljače 1967.  |
| Franco Baresi         | OBR      | 8. svibnja 1960.   |
| Giuseppe Bergomi      | OBR      | 22. prosinca 1963. |
| Giampiero Boniperti   | NAP      | 4. srpnja 1928.    |
| Gianluigi Buffon*     | VRA      | 28. siječnja 1978. |
| Alessandro Del Piero* | NAP      | 9. studenog 1974.  |
| Giacinto Facchetti    | OBR      | 18. srpnja 1942.   |
| Paolo Maldini*        | OBR      | 26. lipnja 1968.   |
| Alessandro Nesta*     | OBR      | 19. ožujka 1976.   |
| Gianni Rivera         | VEZ      | 18. kolovoza 1943. |
| Paolo Rossi           | NAP      | 23. rujna 1956.    |
| Francesco Totti*      | NAP      | 27. rujna 1976.    |
| Christian Vieri*      | NAP      | 12. srpnja 1973.   |
| Dino Zoff             | VRA      | 28. veljače 1942.  |

| Igrač             | Pozicija | Datum rođenja      |
| ----------------- | -------- | ------------------ |
| Hidetoshi Nakata* | VEZ      | 22. siječnja 1977. |

| Igrač          | Pozicija | Datum rođenja     |
| -------------- | -------- | ----------------- |
| Hong Myung-Bo* | OBR      | 12. veljače 1969. |

| Igrač       | Pozicija | Datum rođenja      |
| ----------- | -------- | ------------------ |
| George Weah | NAP      | 1. listopada 1966. |

| Igrač        | Pozicija | Datum rođenja    |
| ------------ | -------- | ---------------- |
| Hugo Sánchez | NAP      | 11. srpnja 1958. |

| Igrač                | Pozicija | Datum rođenja       |
| -------------------- | -------- | ------------------- |
| Marco van Basten     | NAP      | 31. listopada 1964. |
| Dennis Bergkamp*     | NAP      | 10. svibnja 1969.   |
| Johan Cruyff         | NAP      | 25. travnja 1947.   |
| Edgar Davids*        | VEZ      | 13. ožujka 1973.    |
| Ruud Gullit          | VEZ      | 1. rujna 1962.      |
| René van de Kerkhof  | VEZ      | 16. rujna 1951.     |
| Willy van de Kerkhof | VEZ      | 16. rujna 1951.     |
| Patrick Kluivert*    | NAP      | 1. srpnja 1976.     |
| Johan Neeskens       | VEZ      | 15. rujna 1951.     |
| Ruud van Nistelrooy* | NAP      | 1. srpnja 1976.     |
| Rob Rensenbrink      | NAP      | 3. srpnja 1947.     |
| Frank Rijkaard       | VEZ      | 30. rujna 1962.     |
| Clarence Seedorf*    | VEZ      | 1. travnja 1976.    |

| Igrač           | Pozicija | Datum rođenja      |
| --------------- | -------- | ------------------ |
| Jay-Jay Okocha* | VEZ      | 14. kolovoza 1973. |

| Igrač       | Pozicija | Datum rođenja     |
| ----------- | -------- | ----------------- |
| George Best | VEZ      | 22. svibnja 1946. |

| Igrač    | Pozicija | Datum rođenja      |
| -------- | -------- | ------------------ |
| Romerito | NAP      | 28. kolovoza 1960. |

| Igrač            | Pozicija | Datum rođenja   |
| ---------------- | -------- | --------------- |
| Teófilo Cubillas | NAP      | 8. ožujka 1949. |

| Igrač           | Pozicija | Datum rođenja   |
| --------------- | -------- | --------------- |
| Zbigniew Boniek | VEZ      | 3. ožujka 1956. |

| Igrač      | Pozicija | Datum rođenja      |
| ---------- | -------- | ------------------ |
| Eusébio    | NAP      | 25. siječnja 1942. |
| Luís Figo* | VEZ      | 4. studenog 1972.  |
| Rui Costa* | VEZ      | 29. ožujka 1972.   |

| Igrač         | Pozicija | Datum rođenja    |
| ------------- | -------- | ---------------- |
| Gheorghe Hagi | VEZ      | 5. veljače 1965. |

| Igrač         | Pozicija | Datum rođenja    |
| ------------- | -------- | ---------------- |
| Rinat Dasajev | VRA      | 13. lipnja 1957. |

| Igrač          | Pozicija | Datum rođenja   |
| -------------- | -------- | --------------- |
| Kenny Dalglish | NAP      | 4. ožujka 1951. |

| Igrač           | Pozicija | Datum rođenja      |
| --------------- | -------- | ------------------ |
| El Hadji Diouf* | NAP      | 15. siječnja 1981. |

| Igrač             | Pozicija | Datum rođenja    |
| ----------------- | -------- | ---------------- |
| Emilio Butragueño | NAP      | 22. srpnja 1963. |
| Luis Enrique*     | VEZ      | 8. svibnja 1970. |
| Raúl*             | NAP      | 27. lipnja 1977. |

| Igrač           | Pozicija | Datum rođenja     |
| --------------- | -------- | ----------------- |
| Rüştü Reçber*   | VRA      | 10. svibnja 1973. |
| Emre Belözoğlu* | VEZ      | 9. srpnja 1980.   |

| Igrač            | Pozicija | Datum rođenja   |
| ---------------- | -------- | --------------- |
| Andrij Ševčenko* | NAP      | 29. rujna 1976. |

| Igrač          | Pozicija | Datum rođenja    |
| -------------- | -------- | ---------------- |
| Michelle Akers | VEZ/NAP  | 1. veljače 1966. |
| Mia Hamm*      | NAP      | 17. ožujka 1972. |

| Igrač            | Pozicija | Datum rođenja      |
| ---------------- | -------- | ------------------ |
| Enzo Francescoli | NAP      | 12. studenog 1961. |

## Vanjske poveznice
- The FIFA 100